# Всесвітній день поезії
Всесві́тній день пое́зії — свято, яке відзначається щороку 21 березня. Встановлено 1999 року ухвалою 30-ї сесії ЮНЕСКО. Вперше відзначено 21 березня 2000 року.

## Мета Всесвітнього дня поезії
Поезія, як зазначено в ухвалі ЮНЕСКО, може стати відповіддю на найгостріші та найглибші духовні запити сучасної людини, але для цього необхідно привернути до неї якнайширшу громадську увагу. Крім того, Всесвітній день поезії повинен дати можливість ширше заявити про себе малим видавництвам, чиїми зусиллями, в основному, доходить до читачів творчість сучасних поетів, літературним клубам, які відроджують споконвічну традицію живого звучання поетичного слова. Цей день, вважає ЮНЕСКО, повинен сприяти створенню в засобах масової інформації позитивного образу поезії як справжнього сучасного мистецтва, відкритого людям.
Генеральний директор ЮНЕСКО Коїтіро Мацуура, звертаючись у березні 2003 року до міжнародної громадськості з нагоди Всесвітнього дня поезії, зазначив:
| «Поезія — це найважливіше культурне явище, всеосяжна мова, що передає внутрішнє прагнення людини жити разом з іншими і тим самим необхідна для зближення народів. Будучи відображенням і дзеркалом суспільства, поезія — головний засіб самостверждення і дієвий важіль творчості, прогресу та всезагального розвитку. Отже, поезія допомагає нам жити разом. Вона необхідна для встановлення діалогу між культурами та для гармонійної взаємодії між різними суспільствами. Заохочення поетичної творчості, її поширення та перекладу — це ще один із чинників сприяння культурному різноманіттю, життєво важливе джерело натхнення, відроджуване живою єдністю поета в багатогранних проявах його творчості». |
Генеральний директор ЮНЕСКО закликав усі держави-члени, громадські організації та асоціації у Всесвітній день поезії віддати належне поезії та задуматися про ту фундаментальну роль, яку вона грає в діалозі між культурами — в діалозі, який є гарантом миру.

## Всесвітній день поезії в Україні
Всесвітній день поезії відзначається і в Україні. У відривному «Українському народному календарі» він уперше з'явився 2004 року. 2006 року гарний подарунок місцевим поетам з нагоди Всесвітнього дня поезії зробила міська влада Кам'янця-Подільського: посприяла коштами для видання колективної збірки «Грані тисячоліть на струнах слова», до якої увійшло по три вірші 62 авторів.

## Методичні матеріали
Методичні матеріали до Всесвітнього дня поезії // Дати і події [Архівовано 1 травня 2016 у Wayback Machine.], 2015, перше півріччя: календар знамен. дат № 1 (5) / Нац. парлам. б-ка України. — Київ, 2014. — С. 156—163.